# Lauris Norstad
Lauris Norstad, ameriški general vojnega letalstva in vojaški pilot, * 24. marec 1907, Minneapolis, Minnesota, † 12. september 1988, Tucson, Arizona.